# Batalla de Shewan
La Batalla de Shewan fue un enfrentamiento militar entre fuerzas de la coalición e insurgentes talibanes que tuvo lugar el 8 de agosto de 2008, cerca del pueblo de Shewan, en la provincia de Farāh, durante la Guerra de Afganistán. 
El 8 de agosto de 2008, dos secciones de Marines estadounidenses de la compañía Golf, 2º pelotón, 2º Batallón del 7º de Marines, un equipo de morteros de 81 mm, elementos del 1º Batallón de Reconocimiento, tres secciones de la Policía Nacional Afgana lideradas por el sargento mayor de policía Hadji-Kadadoud, un sargento de primera del Ejército de los Estados Unidos como asesor, y un asesor de Dyncorp, Jason "Happy" Gilmore, fueron emboscados por aproximadamente 200-250 combatientes de la guerrilla talibán armados con armas ligeras, granadas propulsadas por cohete (RPG), y morteros de 81 mm. Después de quince horas de combate los Marines prevalecieron, expulsando a los talibanes hacia las montañas.